# Île de la Passe (Mauricijus)
Île de la Passe je otok uz obalu obale najveće pokrajine u zemlji, Grand Port, na jugoistoku Mauricijusa.
Otok, formiran od školjkastog vapnenca, dugačak je 250 metara od sjeverozapada prema jugoistoku, ima najveću širinu od 170 metara, velik je četiri hektara i nalazi se oko pet kilometara od obale Mahébourga na jedinom prolazu u koraljnom grebenu kojim mogu prolaziti i veći brodovi.
Na nenaseljenom otoku nalaze se ostaci stare utvrde koja je kontrolirala ulaz u luku stare prijestolnice Grand Port, a bila je poprište pomorske bitke kod Grand Porta 1810. godine. Objekti su pod zaštitom spomenika kulture.

## Vanjske poveznice
|  | Zajednički poslužitelj ima još gradiva o temi Île de la Passe (Mauricijus) |